# Velma Pollard
Velma Pollard (sinh năm 1937bvà mất ngày 1 tháng 2 năm 2025) là một nhà thơ và nhà văn tiểu thuyết người Jamaica. Trong số các tác phẩm đáng chú ý nhất của cô là Shame Trees Don't Grow Here (1991) và Leaving Traces (2007). Cô được biết đến với phong cách du dương và biểu cảm trong công việc. Cô là em gái của Erna Brodber.

## Tuổi thơ và giáo dục
Velma Pollard sinh năm 1937, là một nông dân và giáo viên trường học ở Woodside, Giáo xứ Saint Mary, Jamaica. Cả Velma và chị gái Erna đều bày tỏ sự thích thú với nghệ thuật từ nhỏ. Pollard đã học trường trung học Excelsior ở Kingston, Jamaica. Cô tiếp tục tham dự Đại học Tây Ấn, nơi cô đọc ngôn ngữ. Cô có bằng Thạc sĩ Tiếng Anh và Giáo dục của Đại học Columbia và Đại học McGill.

## Sự nghiệp
Sở thích viết lách của cô bắt đầu từ khi còn nhỏ; năm bảy tuổi, cô đã giành giải nhất cho một bài thơ. Mãi đến năm 1975, cô mới trở nên háo hức để tác phẩm của mình được xuất bản. Cô đã gửi tác phẩm của mình đến các tạp chí khác nhau, bao gồm Tạp chí Jamaica. Từ năm 1988, tác phẩm của cô đã được xuất bản trên nhiều phương tiện, bao gồm Báo chí Phụ nữ và Báo chí ca nô. Cô đã xuất bản một số tuyển tập và năm tập thơ. Cuốn tiểu thuyết Karl của cô đã giành giải thưởng văn học Casa de las America năm 1992. Kể từ khi nghỉ hưu, Pollard tiếp tục có mặt tại Đại học West Indies với tư cách là một giảng viên cao cấp.
Pollard đã nghiên cứu rộng rãi các ngôn ngữ Creole của vùng Anglophone Caribe. Từ lĩnh vực nghiên cứu này, cô tìm thấy nguồn cảm hứng cho thơ của mình.

## Công trinh
Sự giáo dục của Pollard trong một cộng đồng nông thôn đã có ảnh hưởng mạnh mẽ đến văn bản của cô. Tác phẩm của cô thường mang nét hoài cổ của vùng quê, và giọng điệu triết lý mạnh mẽ. Cách cô ấy đọc thuộc tác phẩm của mình phản ánh sự vững chắc và phong phú trong văn bản của cô ấy. Thơ của cô thường nhiều lần phản ánh về sự hiện đại trái ngược với lối sống chậm hơn trong quá khứ. Năm 2013, Pollard đã phát hành một tập thơ có tựa đề And Caret Bay Again: Thơ mới và tuyển chọn. Bộ sưu tập này thể hiện phong cách viết dí dỏm cũng như khả năng duy trì sự quan tâm của khán giả.